# Agostino Novello
O Beato Agostino Novello (1240 - 19 de maio de 1309), também conhecido como Agostinho de Tarano, mas nascido Matteo Di Termini, era uma figura religiosa italiana. Ele nasceu na primeira metade do século XIII, em Termini Imerese, a vila na Sicília de onde derivou seu sobrenome. Como essa aldeia ficava perto de Palermo, às vezes é chamado de Panormitano. Os agostinianos acreditam que ele provavelmente nasceu em Tarano (perto de Rieti e não muito ao norte de Roma, Itália). Ao entrar na religião, mudou seu nome para Agostino, e mais tarde recebeu o nome adicional de Novello. 

## Vida
Os pais de Matteo, de uma família nobre originária da Catalunha, na Espanha, educaram-no com muito cuidado e instruíram-no em todas as ciências então conhecidas. Na Universidade de Bolonha, ele obteve o doutorado em direito civil e canônico e tornou-se professor de direito. Ele trabalhou na chancelaria do Reino da Sicília na corte do Rei Manfredo da Sicília.
Nessa posição, Matteo acompanhou o rei na guerra contra Carlos I de Anjou, que disputou o direito de Manfredo à coroa da Sicília. Na batalha de Benevento, na qual Manfredo foi morto e seu exército derrotado, Matteo foi ferido e considerado morto, e por isso foi deixado no campo de batalha entre os cadáveres de outros soldados. Recuperando a consciência, Matteo foi capaz de chegar a sua casa; no entanto, desiludido com o mundo e com a evanescência de toda a glória terrena, ele determinou a partir de então abandonar todas as honras e dignidades mundanas.
Após esta decisão, Matteo pediu a admissão como irmão leigo na Ordem de Santo Agostinho, e foi recebido em um convento na Sicília. Lá ele assumiu o nome de Agostino; e lá ele viveria desconhecido para o mundo, longe de sua casa e de seu povo, dedicado aos exercícios de piedade. Ele viveu lá tranqüilamente até que um imprevisto o trouxe mais uma vez perante o mundo.
O título de alguma propriedade pertencente ao convento foi reivindicado por um bispo local. Os agostinianos foram representados por um ilustre advogado de Siena, Giacomo Pallares, que reconheceu Agostino como ex-colega. Pallares, não perdeu tempo em informar as autoridades eclesiásticas da identidade de Agostino, aconselhando-as a não mais ficarem na obscuridade tão rica de saberes.
Quando Clemente de Osimo, Geral da Ordem, soube disso, obrigou Agostino, sob obediência, a receber as Ordens Sacras, e o trouxe para Roma, onde Agostino reformou as Constituições da Ordem, Nicolau IV nomeou Agostino seu confessor e Grande Penitenciária, uma posição que ele aceitou somente sob obediência. Agostino foi eleito prior geral em 1298. Apesar de suas tentativas de recusar esta posição, ele foi ordenado pelo papa a aceitar. Em 1300, ele renunciou ao cargo e passou os dez anos restantes de sua vida na ermida de San Leonardo al Lago.
Em seu retiro perto de Siena, Agostino não só se dedicou à prática das virtudes próprias do estado religioso, como também ministrou ao povo das aldeias vizinhas, bem como na vizinha Siena. Ele era conhecido e respeitado por sua profunda humildade e amor pela contemplação. Ele desempenhou um papel importante na fundação do hospital de Santa Maria della Scala em Siena e elaborou um conjunto de diretrizes para a comunidade hospitalar.

## Veneração
Ele morreu em 19 de maio de 1309/10 em San Leonardo e suas relíquias, originalmente preservadas na Igreja de Santo Agostinho, em Siena, foram posteriormente traduzidas para a Termini Imerese na Sicília, onde sua estátua se encontra na fachada da catedral. Muitos dos milagres realizados por intercessão do Beato Agostino foram verificados e autenticados. Clemente XIII o beatificou solenemente em 1761,  e Clemente XIV autorizou seu culto em 23 de julho de 1770.

### Iconografia
Agostino é tradicionalmente representado com um "anjo sussurrante" atrás da cabeça, representando inspiração divina.